# 天兵公園
《天兵公園》（英語：Regular Show）是一部美國的喜劇電視動畫，原創作者是詹姆斯·加兰·昆塔，在美國的分級為TV-PG。故事圍繞著一個名叫鳥哥的冠藍鴉和一個叫阿天的浣熊兩個朋友之間的日常生活，他們年齡設定大約23歲，並受僱於一座民營公園的管理員。主要描述他們日常工作的例行公事並經常企圖在工作期間偷懶，而通常結果都是發生了一些超現實的遭遇。其他的主要角色包括在公園的同事洛畸，尚青，看到鬼，公園經理棒棒伯，還有他們的老闆班森。
在昆塔制作一部短剧用来提供给频道的展示项目「卡通学院」之前，他曾经担任卡通频道动画《疯狂夏令营》和《阿嗨大冒险》的作者和幕僚长。昆塔为项目制作了《天兵公园》的试播节目，其中的角色使用了2005年的《来自棒棒糖岛的天真男人》（The Naïve Man from Lolliland）和2006年的《上午两点与下午两点》（2 in the AM PM），两者均是他在加州艺术学院时的学生作品。虽然「卡通学院」项目最终取消，但卡通频道的执行委员会批准《天兵公园》系列的继续制作。这部动画的头两季造就了高的收视率，尼尔森媒体研究以首要的人口统计来计算，这部动画在同时段的收视率位列第一。而在2013年5月，这档节目平均每个星期大约有2至2.5百万的观众收看。
《天兵公园》在评论家中获得正面的评价，他们提到这部动画的特别之处是其影响力渗透于各个年龄层，简化的动画风格，还有经常见到有借鉴于1980年代流行文化的片段。这部动画获得四项黄金时段艾美奖提名，其中第三季的其中一集《蛋卷王》获得了黃金時段艾美獎最佳動畫短片殊荣。这部系列还获得了两项安妮奖的提名，还有三项英国学院孩童奖提名。2015年7月，卡通頻道宣布第八季將會是整部影集的最後一季。電影版《天兵公園電影版》在2015年11月25日於美國上映。
截至2017年1月16日，《天兵公園》共播出八季，總含261集。最後一集以三集合併的特輯〈天兵公園：史詩終極戰役〉作為完結篇。

## 概述
背景設定在一個稱之為「青黏公園」的一座民營公園，鳥哥與阿天是慕名而來應徵的工友，而在這座公園裡，令人笑到人仰馬翻的笑料卻層出不窮，故事大多敘述日常生活之事，卻擁有“超發展”的劇情。
第八季開始以太空為主題，也是本作的完結篇。在不明原因之下，全世界的公園遭到改造、並以連根拔起式的發射到外太空，「青黏公園」也不例外，公園最終被一座由「弱斯上校」所領軍的「太空樹」太空站所攔截與收編，至此全體公園同事才得知：青黏公園被選為「太公園計畫（SPARK Initiative）」的團隊之一、並將展開為期數個月的訓練。於是鳥哥、阿天、愛琳、班森、棒棒伯、洛畸、尚青、看到鬼一行人至此展開為期數個月的太空站生活。

## 劇中事物
- 杀拳道（Death Kwon Do）

一种威力惊人的特殊武术。必须将头髮理成飞机头、穿著要求的短裤才可发挥其神奇威力。之后成為合体技一部分。
- 杀拳道秘笈（Book of Death Kwon Do）

一本记载著所有杀拳道招式的笔记本，阿天曾因為想用书中的招式打赢鸟哥，最后差点把自己給害掛。
已知招式有：
抬腿必杀技（Leg Lifts of Death）
必杀健美绝招（Bicep flex of Death）
必杀拳（The Death Punch oh Death）
不死功（The Death Block）
必杀跳（The Death Jump）
必杀吐（The Death Dump)
必杀倒掛金鉤飞踢（Death of somersault kick)
- 巨剪石英羊皮纸

与剪刀石头布相像的游戏，被班森说是邪恶游戏。
- 必杀三明治（Sandwich of Death）

一种三明治，一旦吃的方式错误就必死，班森曾经误食。唯有解药「不死三明治」就在杀拳道这门派的总部。「双层必杀三明治」也在这，杀拳道的总师父曾经误食而亡引发自毁系统。
- 肉肉肉润饼捲（Every Meat Burritos）

由「金记润饼捲」贩售、添加许多肉类為主食的捲饼，而购买的条件是每位上门顾客必须有车、否则不接待与提供，称為「没有车没得吃（NO CAR NO SERVICE）」，就算有车但是没有车门也没得吃。
於「肉肉肉润饼捲」一集中，鸟哥、阿天、尚青、看到鬼品尝此捲饼。而最后阿天的评价為「歹吃嘎有村（难吃到掉渣）」（而实际上在英语原音版，阿天的评价是「it tastes like chicken（吃起来像鸡肉）」）。
- 比腕力(阿秋巴)老大（PlayCo Armboy）

一种能让腕力变得非常大的机器，阿天用它在比腕力中赢過洛畸，后来洛畸用它赢過死神。之后成為合体技一部分。
- 超惊爆手套（The Maximum Glove）

是电玩器具之首，但根本就没路用，不过在鸟哥阿天与小鸭鸭的合体技裡派上用场成為金刚飞拳。
- 阿天汁（RigJuice）

阿天把一大堆东西混在一起的饮料会降低智商，所以鸟哥跟阿天用它解决过度饮用补脑汁而变得太聪明的问题。
内容物有:红牛可乐、结冻的浓缩综合果汁、几滴辣椒油(阿天是将其整瓶丢入)、超甜糖霜麦片球、以及其他东西(小鱼、糖果、苹果、酸黄瓜以及哪啡色不明物质)。
- 补脑汁（Brain Max）

一种补品性质的饮料，喝下去能提高智商，变得非常聪明。
但是要照指示服用(用法：一天服用一匙，孕妇或一小时内用脑过度者无法使用，在30～40天内集有显著效果)，结果饮用过度的鸟哥跟阿天变得太聪明，在他们眼前的文字变成外星文字，眼前看见其他人变怪咖，而且说出来的语言是拉丁语(只有用脑过度的鸟哥跟阿天才能沟通)。
- 青黏公园小本本（The Book of Park Records）

由班森持有，记载关於青黏公园发生的一切，但也是一本能够让写上去的事情全都成真的本子。
阿天和鸟哥曾為了获得「感谢您纪念牌」而私下篡改有关於自己的内容，没想到裡面所有夸张的内容全部成真，因而惹下大祸。
- 密西西比皇后（Mississippi Queen）

由泡菜、义大利麵酱、芥末、酱油、蛤蜊、虾子、辣椒和其他派对上的剩菜混在一起的饮料。
看起来很噁心，貌似狠辣的外觀但實際喝起來主角群感覺並不辣，因此阿天叫它「密西西比逊货」，但是不久阿天他们便因这杯饮料醉得不省人事直到隔天早上。
其名字来自Mountain乐团的Mississippi Queen(在之后的发疯过程中的插入曲也是那首歌)。
- 郝希莉（The Power）

一臺有魔力的电子琴，对他许的愿望全都会成真。
阿天从魔法师那裡偷来的（趁他在上厕所时），最后被洛畸給摧毁。之后成為合体技一部分。按按钮能射出音符砲弹。
- 正义大金拳（Fists of Justice）

一对拥有能抵抗邪恶魔王能力的黄金手套，是洛畸用来打败剋囉嘍（Klorgbane the Destroyer）的武器，上面的按钮有控制的作用。在「抢救公园大作战」中再次被青春永驻守护神召唤出来给予洛畸使用，但是被復活后的没规定男（No Rules Man）召唤出来的一杯水将它导电给破坏掉。
- 超逼真投影机（Hologram 9000）

一臺以全像摄影对人进行复製的机器，印出来的透明板上会有被復製者的图案，这些图案具有生命力，具有自我意识。（可以行动，拿东西。）
- 打打（Punchies）

一个游戏，两人互打对方，看谁打得比较痛，谁被打倒就先输掉。目前阿天是这个游戏中的最烂记录保持者。
- 《青黏守则》（Benson's House Rules）

青黏公园的规则手册，由班森所编写的規則。
在无规则空间中，因為唯一的规则是没有规则，所以只要念出手册中的规则，被禁止的事物就会消失。
已知的规则有：
第37条～不准独角兽。
第47条～不准大吼。
第68条～晚上10点后不准弹大鍵琴。（这条规则是所有规则中鸟哥和阿天唯一喜欢的规则）
第72条～不准玩剪刀石头布。
第114条～脚不准放桌上。
第115条～食物不准放桌上。
第116条～食物不准放地上。
第117条～不准打电动。（被撕走的一页）
第118条～不准在青黏公园露营。
- 《排队破坏神》（The Realm of Darthon）

一种想像力游戏，规则很多，玩起来有点无聊，但想像力如果太过火可能会出人命。
- 霹靂霸王堡（Ulti-Meatum）

一种超大份汉堡，堪称是「全世界最好吃的汉堡」。一百年只卖一次，据说用的番茄酱原料是从喜马拉雅山所出產的。
鸟哥和阿天為了吃到最后兩份的霸王堡与自己的替身抢夺，最后被班森給吃掉，而霸王堡餐车则掉进撞烂坑裡。
- 志铃的日记（Margaret's diary）

是志铃的祕密日记，但不慎被阿天和鸟哥给弄坏，最后由洛畸、阿天跟鸟哥3人运用神奇技术将该本日记修復回来。（但其中发生很多事）
- 雷射戒（Laser Ring）

是金毛会会员的会员证，功能和枪相似。雷射戒上刻有「FULL BLOND」英文字、可以发射雷射。还有大雷射戒由大金毛男戴在脸上。
- 都是真的摔角赛（Wrassle Frassle）

大型职业摔角大赛，以甚麼都「係金A（是真的）」為特点。棒棒伯在被当作新秀摔角选手「大头」的状况下挑战过压轴赛「天梯大战」而获得冠军。
- 撞烂坑（Crash Pit）

尚青跟看到鬼最喜欢的活动之一，规则是找来一辆废车（但要能发动），再将车开到事先準备好的大坑裡。在「撞烂坑歷险记」中班森担心被游客投诉与吃上官司就把撞烂坑给埋起来。「雷击失忆记」中尚青与看到鬼為了恢復自己两人的记忆重新挖出撞烂坑。
- 白帅帅酷马

棒棒爷的礼车，裝備著許多武器，在「礼车野餐趴」中，鸟哥和阿天在裡面吃狮子头堡弄脏了白帅帅酷马，后来為了弄到一台新的白帅帅酷马於是去参加「大礼车撞烂赛」，还跟用大礼车作的机械恐龙PK，战胜后旧白帅帅酷马已报废，新白帅帅酷马结果最后棒棒爷在裡面吃超多生菜美奶滋三明治不小心弄脏。
- 捕梦网

出现在「梦游抓狂症」中，是洛畸用来对付一堆怪梦的网子，还帮棒棒伯对付「狗会说话」这种怪梦，也帮尚青对付堆的抱抱怪。
- 僵尸复活系列

鸟哥与阿天从孩童到大人期间成长陪伴的电玩游戏系列。
僵尸复活四部曲:
僵尸复活(Zombie's Return):人物以方块的形式，绿色是主角殭尸，肤色是人类。主角殭尸的攻击方式:咬人。
僵尸复活2 杀戮商场(Zombie's Return 2-Massacre Mall):人物以积木人形的形式。主角殭尸的攻击方式跟前作一样。
僵尸复活3 血流成河(Zombie's Return 3-Blood Bunker):人物以电脑图人形的形式。主角殭尸的攻击方式有变化:咬到人类之后让人类会变成殭尸加入主角阵容。
僵尸复活4 最终回(Zombie's Return 4-FATAL FINALE):僵尸复活系列的完结篇，人物以动画的形式。主角僵尸的新攻击方式:回力臂、呕吐强酸。

## 其他
- 無規則空間（Land of No Rules）

一個沒有規定的異次元空間，入口是某條巷子裡的一個垃圾桶。
由於沒有規定，在這裡任何事都能變成真。
但由於還是有既存的規定:沒規定，所以也沒規定說不可以新增新規定。
- 秘密大保鑣（Guardian of Secrets）

據說是秘密的守護神，會摧毀任何偷看秘密的人。
要阻止秘密大保鑣進行摧毀，唯一的辦法就是說出自己的秘密。（但一定要是有意義的秘密）
- 卡車司機名人堂（Trucker Hall of Fame）

每個偉大卡車司機的名字都會在那裡，也是尚青灑下尚青爸的帽子灰的地方。
- 大暗公園（East Pines）

青黏公園的敵對公園，向來以惡整出名。此大暗公園是一座充滿森林的公園。
- 13號公路（Highway 13）

是從郊外的電玩店到車車維修廠的捷徑(有條正規路，但因車車保固期快到期，所以才走13號公路)有很多陷阱，因而有「史上最要命的公路」稱呼。
- 幸運籤餅（Fortune Cookie）

外表跟一般的幸運籤餅差不多，但具有魔力，籤詩裡寫什麼，籤詩持有人今後的運氣就會照著籤詩裡的話改變。其中一張「你馬上就要厄運連連」的籤詩被阿天給調包造成阿天與班森的處境大大不同。而實際上是尚青第一個抽到這張厄運籤詩，並且換走原本該屬於阿天的「你將成為本期電玩達人雜誌的封面人物」籤詩。
- 喔～讚啦！（Aw, Snap!）

是鳥哥與阿天為了趕走夏天來相愛而自創的歌，最後雖然成功趕走夏天來相愛，但反而變成卡在阿天腦袋裡的魔音穿腦。
原創同時也在這首歌中表示大家擅長的樂器，例如：
- 鳥哥：電吉他
- 阿天：鈴鼓
- 班森：爵士鼓
- 洛畸：貝斯
- 棒棒伯：電子琴
- 尚青和看到鬼：小喇叭

至於阿天是這首歌的第二主唱，歌詞如下：
|  | 喔～讚啦！喔～讚啦！一起來蚵學麵轟趴，睡覺睡到掛！ |

- 合體（All in one）

- 鳥哥和阿天和小鴨鴨加上他們的東西,比如：超驚爆手套、比腕力老大、超神籃球鞋、神劍腰包、小熱褲(殺拳道)、電玩主機、1984奧運紀念紅牛可樂、我是蛋捲王酷帽等。

- 宇宙無敵醜陋大黑洞

班森們脫掉的新制服放在一起所形成的黑洞，專門吸入醜陋(內心醜陋也一樣)的事物。
- 鬼畫符的空間

鬼畫符的自己空間，有塗鴉怪物、鬼畫符的純白之家。

## 外部連結
- （繁體中文） 《天兵公園》台灣中文官方網站 （页面存档备份，存于）
- （英文） 《天兵公園》美國英文官方網站 （页面存档备份，存于）
- （英文） J. G. Quintel on deviantART （页面存档备份，存于）